# Giuseppe Siri
Giuseppe Siri (Gènova, 20 de maig de 1906 – 2 de maig de 1989) va ser un cardenal i arquebisbe catòlic italià.
Ferm defensor de la tradició litúrgica i doctrinal de l'Església i l'oponent de les ideologies totalitàries del segle xx, que considerava incompatibles amb la fe catòlica, Giuseppe Siri va pujar ràpidament les files de la jerarquia de l'Església per convertir-se en bisbe auxiliar als 38 anys, arquebisbe de Gènova als 40 i cardenal als 47 anys.
Va governar l'arxidiòcesi ligur des de 1946 fins al 1987, i, amb els seus 41 anys de duració, el seu episcopat va ser probablement el més llarg de l'Església genovesa. Va participar en quatre conclaves, durant els quals ell sempre va aparèixer entre els candidats elegibles. Siri també va estar entre els diversos càrrecs ocupats, president de la Conferència Episcopal Italiana des de 1959 fins a 1965.
El seu fort caràcter, poc inclinat al compromís, i la tenaç defensa de les seves conviccions dividí sovint l'opinió pública, atraient crítiques molt favorables i una forta oposició. A Gènova, ciutat a la qual estava profundament unit, fundà i donà suport a diverses organitzacions d'ajuda, pastorals i culturals. Un escriptor prolífic, la seva vasta producció es divideix en centenars de títols, dividits entre cartes pastorals, llibres, discursos, homilies, articles i reportatges.
La seva ciutat natal ha dedicat la Galleria Cardinale Giuseppe Siri, l'entrada principal del teatro Carlo Felice.

## Biografia

### Primers anys i sacerdoci
D'origen humil, Giuseppe Siri va néixer a Gènova, fill de Nicolò Siri i Giulia Bellavista. Giuseppe va entrar al seminari menor de Gènova el 16 d'octubre de 1916, i va estar al seminari major entre 1917 i 1926, sent ordenat prevere per l'arquebisbe Carlo Minoretti el 22 de setembre de 1928. En sortir del seminari va estudiar a la Pontifícia Universitat Gregoriana de Roma, doctorant-se en teologia el 1929, rebent la qualificació de summa cum laude.
De tornada a Gènova va fer de rector de parròquia fins al 1930, quan començà a fer classes de teologia dogmàtica al Seminari Major de Gènova, ensenyant també teologia fonamental durant un any. A més de les seves tasques acadèmiques, Siri era predicador, conferenciant i professor de religió al "Liceu Andrea Doria i Giuseppe Mazzini" entre 1931 i 1936. El 1937 va ser rector del "Col·legi Teològic de Sant Tomas d'Aquino".

### Carrera episcopal
El 14 de març de 1944, Siri va ser designat bisbe auxiliar de Gènova i bisbe titular de Liviade pel Papa Pius XII, rebent la seva consagració episcopal el 7 de maig del mateix any per part del cardenal Pietro Boetto, SJ, a la catedral de Sant Llorenç de Gènova. El lema episcopal elegit per Siri va ser «Non nobis, Domine». Aquell mateix any, el 8 de setembre, assumí com a vicari general de l'arxidiòcesi i durant tot el seu període com a bisbe auxiliar, en el context de la Segona Guerra Mundial, va ser membre del Moviment de Resistència Italiana i negocià amb les autoritats alemanyes que amenaçaven Gènova, en reunions secretes que resultaren en un acord per la rendició de la ciutat que evità un bombardeig.
Després de la mort del cardenal Boetto, Siri va ser nomenat arquebisbe de Gènova el 14 de maig de 1946, sent creat cardenal prevere de Santa Maria della Vittoria pel Papa Pius XII al consistori del 12 de gener de 1953. En el moment de la seva proclamació era el membre més jove del Col·legi Cardenalici i se'l coneixia com a "Cardenal Minestrone", per la seva tasca de voluntariat a menjadors populars.

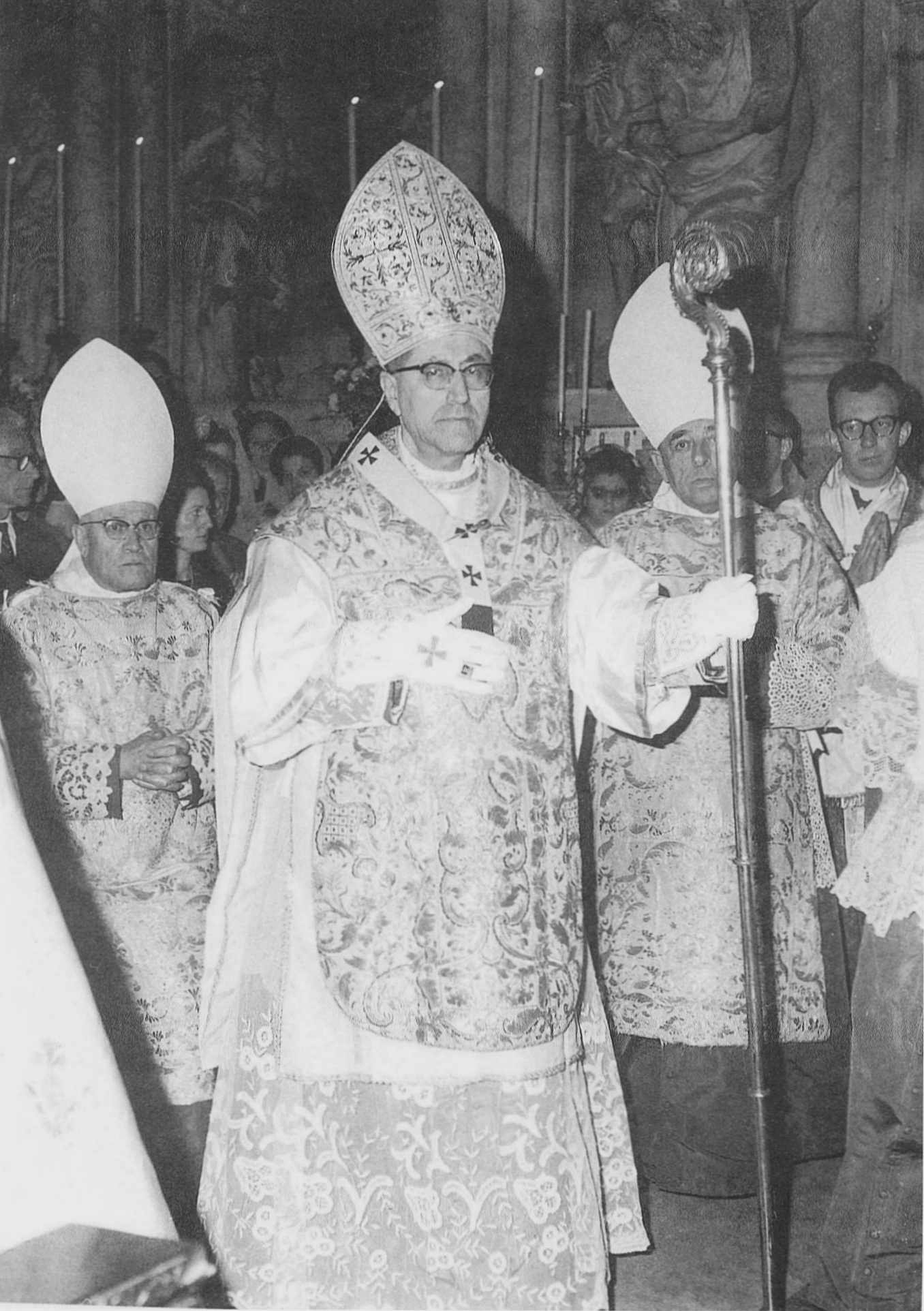
Giuseppe Siri al 1962

En 1955 Pius XII el nomenà president de la Comissió Episcopal per a la Direcció Superior de l'Acció Catòlica Italiana i, en 1957, l'envià com a legat pontifici a Espanya per a la commemoració del quart centenari de la mort de sant Ignasi de Loiola, El Papa Joan XXIII li confià la presidència de la Conferència Episcopal Italiana el 12 d'octubre de 1959, ocupant aquest càrrec fins a 1965. El 15 de desembre de 1960 va ser enviat a Bèlgica per celebrar el matrimoni del llavors rei belga, Balduí, rebent durant aquesta visita la Gran Creu de l'orde de Leopold.
Amb la convocatòria del Concili Vaticà II, Siri va ser des de 1960 membre de la Comissió Prepatòria Central, formant part des de 1961 de la subcomissió d'esmenes.
Als anys 70 realitzà diversos viatges a l'estranger, visitant Senegal i Polònia el 1973, la Unió Soviètica en 1974, Turquia en 1975, Veneçuela en 1976 i Àustria en 1977. Entre 1979 i 1982 participà en les sessions plenàries del Col·legi de Cardenals i fins i tot, quan ja gairebé tenia 80 anys, realitzà diversos viatges més: Irlanda (1979), Alemanya Oriental i Txecoslovàquia (1980), França (1981 i 1984), Polònia (1985) i Espanya (1986).
Durant el seu episcopal va ser l'administrador diocesà de la diòcesi de Bobbio, fins que el 30 de setembre de 1986 aquesta va ser annexada a la de Gènova, per la qual cosa assumí el títol d'arquebisbe de Gènova-Bobbio. El 1981, en complir 75 anys, com exigeix el Codi de Dret Canònic, presentà la seva renúncia al Papa Joan Pau II, però es va mantenir al càrrec fins al 6 de juliol de 1987, quan s'acceptà la seva renúncia al govern pastoral de l'arquebisbat de Gènova, que governà fins a octubre com a administrador apostòlic.

### En el Concili Vaticà II
Destacant-se per les seves opinions fonamentalment tradicionalistes, durant el desenvolupament del concili formà aliança amb l'arquebisbe Marcel Lefebvre i els cardenals Alfredo Ottaviani i Thomas Cooray, formant part d'un grup anomenat Cœtus Internationalis Patrum. Encara que sobre la seva opinió conservadora, en una entrevista afirmà que «si hagués de descriure'm, jo em definiria com un independent, un home que camina sol i que no és membre de cap grup» Siri va ser un fervent opositor de moltes de les reformes progressistes del Concili, afirmant que «l'Església trigarà molts anys a recuperar-se d'aquesta reforma.»

### Candidaturas papals
Sisi va ser un dels purpurats electors als conclaves de 1958, 1963 i als dos d'agost i octubre de 1978. Giuseppe Siri va ser, a tots quatre concilis, un dels candidats més rellevants al Papat, comptant amb el suport de la cúria romana i dels cardenals conservadors.

#### Conclave de 1958
Quan es convocà el conclave de 1958 per escollir el successor de Pius XII hi havia dues forces enfrontades. Pels progressistes el principal candidat era, Giovanni Battista Montini, arquebisbe de Milà des de 1954, però hi havia un inconvenient: el Papa no li havia atorgat la porpra cardenalícia. Pels conservadors l'opció clara era Siri, però els seus 52 anys no el van afavorir, car en aquella època els pontificats tenidien a no durar gaire temps i, a propòsit de Siri entre els purpurats es deia «Volem un Pare sant, no un Pare etern»
En no trobar un altre candidat que optés a tants vots com Montini i Siri, s'optà per un "Papa de transició", que fos acceptable per a ambdós sectors. Aquest candidat va ser Angelo Giuseppe Roncalli, Patriarca de Venècia, que es convertiria en el Papa Joan XXIII.
"Gregori XVII?"
A l'entorn del tradicionalisme sedevacantisme s'ha sostingut l'opinió que, al conclave de 1958, Siri va ser escolli Papa. El 26 d'octubre d'aquell any els assistents a la Plaça de Sant Pere van tenir la impressió de veure sortir per la xemeneia de la Capella Sixtina durant diversos minuts el famós fum blanc, la qual cosa significava que havia estat escollit un nou Papa; però, passats els minuts, el fum negre va anar convertint-se en negre.
La teoria és sostinguda principalment per l'escriptor i periodista Paul L. Williams, qui afirma haver examinat un informe del FBI del 10 d'abril de 1961 on es constatava que els serveis d'intel·ligència dels Estats Units havien estat informats que Siri havia estat elegit legítimament Papa el 26 d'octubre de 1958, i que el mateix Siri havia acceptat la seva elecció i la seva voluntat d'escollir el nom de Gregori XVII pel seu pontificat. Però que als pocs minuts de l'elecció els cardenals de l'Europa Oriental l'havien obligat a renunciar, manifestant que es produirien «greus desordres i l'assassinat de molts clergues que es trobaven darrere del Teló d'Acer». Però segons el prevere i polític italià Gianni Baget Bozzo, el motiu que van tenir els purpurats per fer dimitis Giuseppe Siri era un altre: el 1958 Siri només tenia 52 anys i es considerava que no estava prou preparat per fer front al difícil escenari polític de la Guerra Freda. Alguns teòrics plantegen que la frase dita per Siri «He demanat perdó a Déu» es refereix al fet d'haver-se negat a assumir la suprema dignitat.
El 28 d'octubre de 1958, dos dies després de la suposada elecció de Siri, comptant amb 77 anys, va ser escollit com a nou successor de Sant Pere Angelo Giuseppe Roncalli, davant la sorpresa de tot el món i dels governs del món occidental, escollint el nom de Joan XXIII.

#### Conclave de 1963
La convocatòria del Concili Vaticà II suposà pel catolicisme una difícil cojuntura. La mort del Papa Joan XXIII el 3 de juny de 1963 va fer que el conclave de 1963 estigués marcat per la preocupació general per la continuïtat de les sessions conciliars, encara en curs. Els cardenals pro-conciliars volien un successor que continués amb la tasca reformista, mentre que els prelats anti-conciliars volien un pontífex que finalitzés ràpidament el concili.
Davant aquest context de rivalitat entre conservadors i progressistes, Giovanni Montini era un ferm candidat dels progressistes, convençuts que continuaria amb l'obra del difunt Joan XXIII. Pels conservadors, en canvi, Siri preferí mantenir-se al marge, motiu pel qual el candidat tradicionalista va ser el cardenal Ildebrando Antoniutti. Es comentà en alguns mitjans que Siri preferia la idea de finalitzar el concili; però els bisbes volien continuar amb la tasca reformista. El cardenal escollit, després de tres dies de votacions, va ser Montini, qui decidí anomenar-se Pau VI.

#### Conclaves de 1978
Després de la mort de Pau VI, el 6 d'agost de 1978, Siri rebé les visites dels cardenals Egidio Vagnozzi i Pietro Palazzini per demanar-li que definís la seva candidatura, als que respongué que «no estic demanant res a ningú, ni negant res a ningú», segons narra a la seva biografia. Amb aquesta declaració deixava oberta la possibilitat de la seva candidatura, i així ho entengué Vagnozzi, qui començà a difondre-la entre la resta de conservadors.
Rumors mai no confirmats han suggerit que Siri hauria obtingut la majoria en el primer recompte de vots en el conclave d'agost de 1978, però va ser derrotat en darrera instància pel cardenal Albino Luciani, qui prengué el nom de Joan Pau I. Després de l'elecció, el 26 d'agost de 1978, alguns cardenals declararen que «és una pena que no puguem explicar el que hem viscut», «l'elecció l'ha provocat literalment l'Esperit Sant» o «hem estat testimonis d'un autèntic miracle moral».
Després de la mort de Joan Pau I, dies després de la seva elecció, Siri era el principal candidat conservador, en oposició a Giovanni Benelli, arquebisbe de Florència i principal candidat liberal. S'ha afirmat que el guanyador d'aquest conclave, Karol Wojtyła, que prendria el nom de Joan Pau II, hauria estat escollit gràcies a un compromís entre ambdós candidats. Alhora, aquesta elecció va ser una "veritable derrota" per a la cúria romana, que esperava poder elegir de nou un pontífex italià. El teòleg romà Gianni Genari, conegut com el "mossèn roig" per la seva proximitat al comunisme, declarà per aquelles dates que si Siri hagués estat escollit papa hauria estat una veritable desgràcia per a l'Església, que hauria pogut provocar l'abandonament del ministeri de milers de sacerdots de tot el món.

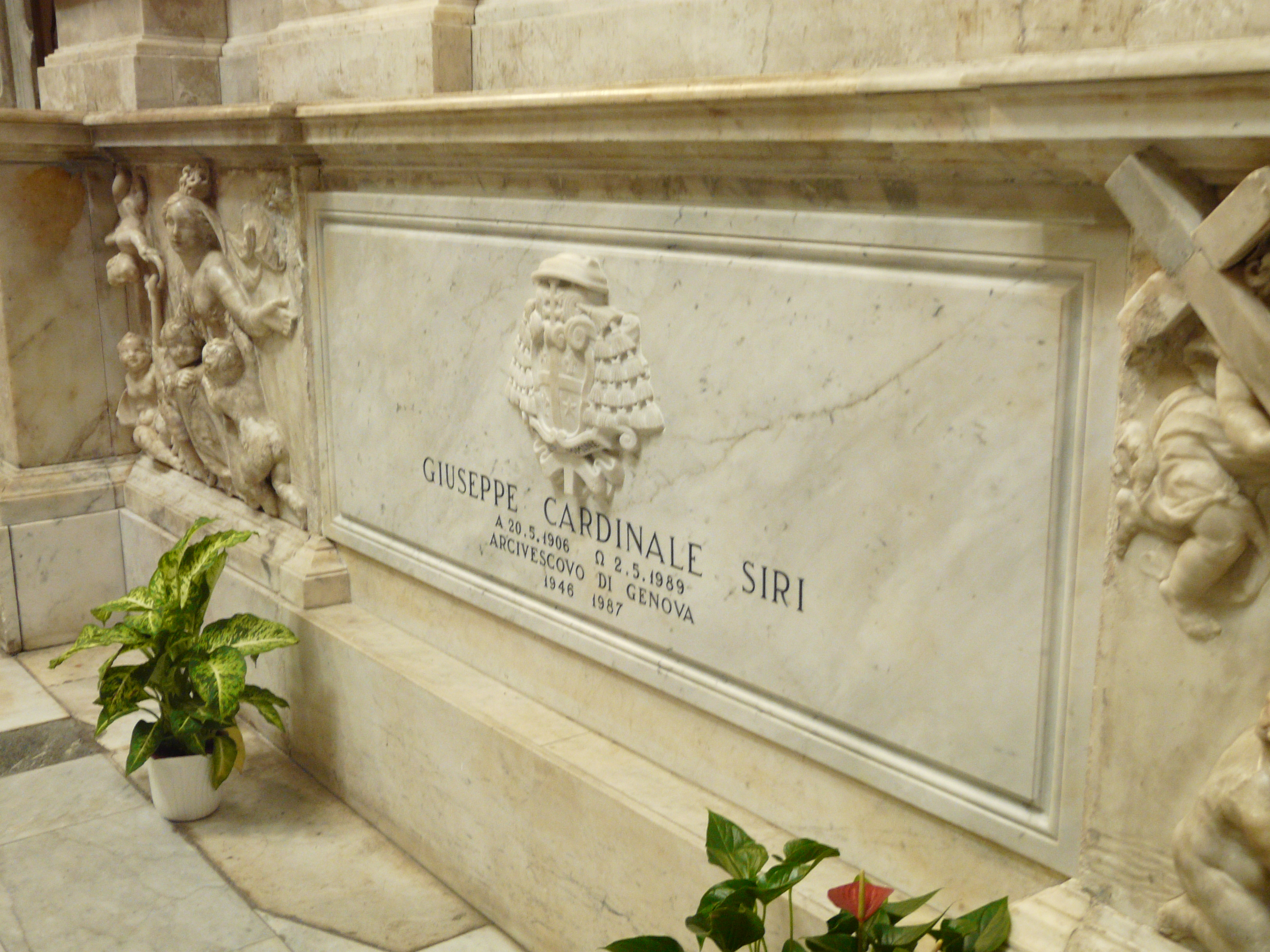
Tomba de Siri a la catedral de Gènova.

### Mort
Amb l'arribada de monsenyor Giovanni Canestri per succeir-lo com a arquebisbe de Gènova-Bobbio, Siri es retirà a Villa Campostano, car la seva benefactora, la comtessa Carmela Campostano al seu testament havia ofert hospitalitat a l'arquebisbe.
A l'abril de 1989 va caure malalt, amb molèsties al cor i problemes circulatoris. El 2 de maig d'aquell any, als 82 anys, va morir al seu retir de Villa Campostano. El funeral solemne va tenir lloc el 5 de maig a la catedral de Sant Llorenç de Gènova, on estan enterrades les seves restes.
| «                                                             | Insto a la comunitat genovesa a reunir-se per recordar amb afecte el missatge del magisteri i la vida del difunt Pastor, que a tots proposà un camí inspirat en la primacia de l'Evangeli, amb la convicció que els camins del bé personal i social només passen a través de Crist. | » |
| — Missatge del Papa Joan Pau II amb motiu de la mort de Siri. | |   |

## Honors
- Cavaller Gran Creu de l'Orde del Sant Sepulcre de Jerusalem (1946)
 - Bailí Gran Creu d'honor i devoció de l'Orde de Malta (1956)
 - Gran Oficial de l'orde de Leopold (1960)
 - Gran Creu de l'Orde del Mèrit de la República Italiana (1963)
 - Bailí Gran Creu de justícia de la Sagrada Orde Militar Constantinià de Sant Jordi (1985)

## Publicacions
Llista de llibres escrits pel cardenal Siri:
- A te sacerdote
- A te seminarista
- Card. Giuseppe Siri. Omelie per l'anno liturgico (2008)
- Catechismo sociale cristiano
- Esame di coscienza pratico
- Esercizi Spirituali
- Getsemani. Riflessioni sul movimento teologico contemporaneo (1980)
- I giovani e la vita di grazia
- L'Immacolata messaggio di Dio
- Ritorno alla S. Messa